# Dobrusz (stacja kolejowa)
Dobrusz (biał. Добруш, ros. Добруш) – stacja kolejowa w miejscowości Dobrusz, w rejonie dobruskim, w obwodzie homelskim, na Białorusi. Położona jest na linii Briańsk - Homel.